# Noir Désir
I Noir Désir (IPA: [nwaʁ deziʁ]) sono stati una band di rock alternativo francese, proveniente dalla scena bordolese e formatasi nel 1980. I componenti della band erano Bertrand Cantat, leader e cantante del complesso, Serge Teyssot-Gay alla chitarra, Denis Barthe alla batteria e Frédéric Vidalenc, sostituito nel 1996 da Jean-Paul Roy, al basso. 
I Noir Désir sono stati attivi per oltre 20 anni ed hanno incontrato il loro massimo successo fra la fine degli anni Novanta e l'inizio degli anni Duemila.

## Storia

### Inizi

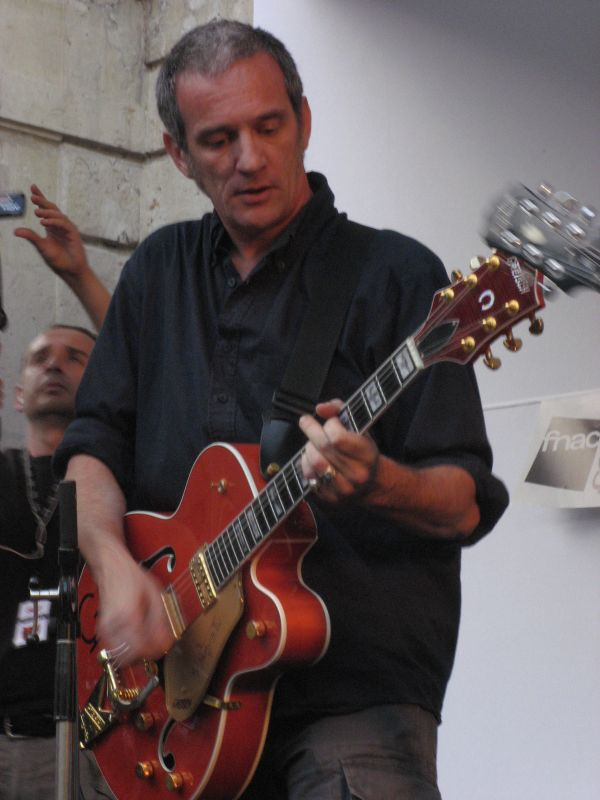
Jean-Paul Roy

Bertrand Cantat e Serge Teyssot-Gay, tutti e due nella stessa classe di seconda al liceo privato cattolico di Saint-Genès a Bordeaux nel 1980, decidono di suonare insieme. Denis Barthe li raggiunge solo alcuni mesi più tardi. La formazione iniziale della band è completata dal primo bassista, Vincent Leriche.
Nel 1982 quest'ultimo e Serge Teyssot-Gay lasciano il complesso per fondare il duo B.A.M.. Frédéric Vidalenc, membro di Dernier Métro, entra allora nel nucleo come bassista e Luc Robene prende, da parte sua, il posto di chitarrista. Bertrand Cantat lascia l'ensemble nel 1983, ma ritorna 6 mesi più tardi dopo essere stato sostituito da Emmanuel Ory-Weil, che diventerà poi il manager ufficiale. Serge ritorna nel 1985 e la formazione resterà stabile per dieci anni.
Il primo disco della band nel 1987 è un mini album, prodotto da Théo Hakola, cantante dei Passion Fodder. L'album è intitolato Où veux-tu qu'je r'garde?. La notorietà giunge con l'album seguente, Veuillez rendre l'âme (à qui elle appartient), e con la canzone Aux sombres héros de l'amer, vero successo radiofonico che i Noir Désir prendono male, rifiutando l'etichetta di musicisti commerciali. Alcuni anni più tardi Bertrand Cantat dimostrerà la sua irritazione riguardo al successo di questa canzone, che a suo avviso non fu compresa nel suo giusto valore poiché molte persone non capirono il doppio senso del brano («la gente aveva compreso soltanto il secondo grado del testo dei Sombres héros de l'amer, prendendo questo per una canzone di marinai, una roba alla Pogues, niente di più...»).
I loro due album successivi, Du ciment sous les plaines e Tostaky, coltivano un'oscurità e una violenza che li collegano piuttosto a una dipendenza underground (dovute a delle sonorità molto purificate e profondamente rock dell'album Tostaky). La band batte l'essenzialità del suo successo su scena, in particolare con la tournée che sarà registrata per Dies Irae e dopo la quale Bertrand Cantat deve farsi operare una prima volta alle corde vocali in seguito alle numerose urla prodotte nella maggior parte delle sue canzoni.
Nel 1997 il complesso ritorna in scena con 666.667 Club che, senza trascurare il suo rock senza concessione, gli offre un secondo grande successo mediatico con, in particolare, le canzoni Un Jour en France e L'Homme Pressé. La band assume meglio la sua notorietà, che le permette di difendere allo stesso tempo cause associative e non la allontana dal suo pubblico. La tournée che segue si conclude ancora a causa del cantante... con una nuova operazione alle corde vocali. Tuttavia, la sua maturità porta i Noir Désir ad aprirsi a nuovi orizzonti, pubblicando inizialmente un album di remix, One Trip/One Noise, e successivamente l'ultimo album in studio, Des visages des figures. Quest' opera accoglie, come le precedenti, numerosi ospiti: Nicolas Sansano, Akosh Szelevényi, Manu Chao, Romain Humeau, Bob Coke e Brigitte Fontaine (e durante la tournée seguente il complesso sarà raggiunto, a tempo pieno, da Christophe Perruchi alle tastiere). Trascurando la violenza elettrica dei due album precedenti, in direzione di tonalità più morbide e più melodiose, l'opera è vista bene da tutta la critica, e il pubblico segue in maniera massiccia questo nuovo orientamento. Il singolo Le Vent nous portera si classifica numero uno in Italia.
Oltre all'evoluzione del loro stile musicale, i Noir Désir restano caratterizzati da testi lavorati, surreali, scritti da Bertrand Cantat, dove si mescolano giochi di parole e pastiches per formare una prosa poetica di una ricchezza e di una forza molto particolari.
Difficile classificare i Noir Désir in un genere specifico: si può dire che appartengano a un Rock alternativo o meglio ancora a una forma di Art-rock con delle radici nel punk, nella musica etnica (World Music), nella New Wave, ma anche nel Rock progressivo.

### Una band militante
I Noir Désir sono stati anche un gruppo militante che lottava contro la cosiddetta "mondializzazione capitalista" (The Holy Economic War, l'homme pressé) e contro il fascismo (Here It Comes Slowly, Un jour en France). In occasione della cerimonia della Victories de la musique, Bertrand Cantat si illustra fustigando Jean-Marie Messier, allora presidente di Vivendi Universal, distributore e produttore del gruppo. «Viviamo sullo stesso pianeta, ma non siamo indubbiamente dello stesso mondo» ha dichiarato di fronte a Jean-Luc Delarue, il relatore, improvvisamente disorientato. Il gruppo ha anche partecipato a molti concerti benefici ed agli eventi dell'aprile 2002.

### La fine del complesso
Il 29 marzo 2004, il tribunale di Vilnius condanna Bertrand Cantat a otto anni di prigione per omicidio preterintenzionale ai danni della sua compagna Marie Trintignant – figlia di Jean-Louis Trintignant e della sua seconda moglie Nadine Marquand – al culmine di una violenta lite avvenuta nella capitale lituana il 1º agosto 2003. All'epoca dei fatti Bertrand e Marie risultavano entrambi ancora sposati con i rispettivi coniugi, pur essendone già separati di fatto.
Due anni dopo il delitto, la band porta comunque a termine un progetto cominciato nel 2002 pubblicando un doppio album in CD, Noir Désir en public, e un doppio DVD, En images, prodotti nella loro ultima tournée. I due album raggiungono i primi posti delle classifiche di vendita e vi restano per molte settimane. Alla fine del 2005 la band, senza Cantat, lavora alla colonna sonora del film Enfermés Dehors di Albert Dupontel, uscito nell'aprile del 2006.
Il 16 ottobre 2007, dopo aver scontato solo metà della sua condanna, Cantat viene ammesso al regime di libertà condizionale non senza provocare polemiche. Deve comunque astenersi da qualsiasi intervento pubblico e non produrre opere che riguardino il suo caso giudiziario. Un nuovo contratto per altri tre nuovi album, senza nessun obbligo da parte del complesso, è stato effettivamente firmato nel 2005 con la casa discografica Barclay. Gli altri componenti la formazione confidano comunque di non partecipare a concerti, almeno per il momento.
Il 12 novembre 2008, senza alcuna promozione, vengono messe in linea sul sito della band due nuove canzoni: Gagnants/Perdants e Le temps des cerises.
Il 10 gennaio 2010 l'ex moglie di Cantat, Kristina Rady, si uccide impiccandosi. La Procura di Bordeaux riapre le indagini nel 2013, riproducendo le registrazioni dei messaggi telefonici in lingua ungherese lasciati da Kristina, in cui la stessa riferiva di venire sistematicamente picchiata da Cantat. Il caso viene tuttavia chiuso con un non luogo a procedere.
Il 29 luglio 2010 Cantat è ufficialmente libero. Il 2 ottobre il cantante fa il primo ritorno sulle scene dopo 8 anni a Bègles, accanto al gruppo Eiffel, nel festival Rendez-vous des Terres Neuves. Il 6 ottobre, il sito di Télérama annuncia che Bertrand deve registrare in uno studio parigino in duetto con Brigitte Fontaine. Il brano uscirà nell'album della cantante nel 2011.
A fine 2010 la band partecipa all'album Tels Alain Bashung, comprendente 12 canzoni del cantante Alain Bashung (morto nel 2009), interpretate da diversi artisti. La canzone Aucun express, registrata dai Noir Désir, considerata dalla critica uno dei brani più interessanti dell'album, è l'ultima canzone incisa dal complesso.
Il 29 novembre 2010 Serge Teyssot-Gay annuncia alla stampa di «aver deciso di lasciare la band» per «disaccordi emotivi, umani e musicali con Bertrand Cantat, aggiunti al sentimento d'indecenza che caratterizza la situazione del complesso da diversi anni». il 30 novembre, il batterista Denis Barthe, anche a nome dei due altri componenti, ufficializza pubblicamente la fine dell'attività della band.

## Discografia

### Album in studio
- 1987 - Où veux-tu qu'je r'garde?
- 1989 - Veuillez rendre l'âme (à qui elle appartient)
- 1991 - Du ciment sous les plaines
- 1992 - Tostaky
- 1996 - 666.667 Club
- 2001 - Des visages des figures

### Live
- 1994 - Dies Irae
- 2005 - Noir Désir en public
- 2005 - Noir Désir en images
- 2020 - Débranché

### Raccolte
- 1994 - Compilation
- 1998 - One Trip/One Noise (remix)
- 2000 - En route pour la joie
- 2011 - Soyons Désinvoltes, N'Ayons L'Air De Rien

### Singoli
- 1987 - Où veux-tu qu'je r'garde?
- 1987 - Toujours être ailleurs
- 1989 - Aux sombres héros de l'amer
- 1992 - Les Écorchés
- 1993 - Lolita nie en bloc
- 1993 - Ici Paris
- 1994 - Marlène (live)
- 1997 - À ton étoile
- 1997 - L'Homme pressé
- 1998 - Fin de siècle (G.L.Y.O.)
- 2002 - Le vent nous portera
- 2002 - Lost

## Videografia
- 1994: Noir Désir de Henri-Jean Debon
- 1998: On est au monde de Henri-Jean Debon
- 2005: Noir désir En public et En images
- 2011: Noir Désir: On est au monde 1989-2001/Live 1993: Lyon (Transbordeur) et Paris (La Cigale) - Edition 2 DVD